# Lee Brydon
Lee Brydon (sinh ngày 15 tháng 11 năm 1974 ở Stockton-on-Tees, North Yorkshire, Anh) là một cầu thủ bóng đá người Anh thi đấu ở vị trí hậu vệ cho Darlington ở Football League.